# Heterosternuta diversicornis
Heterosternuta diversicornis är en skalbaggsart som först beskrevs av Sharp 1882.  Heterosternuta diversicornis ingår i släktet Heterosternuta och familjen dykare. Inga underarter finns listade i Catalogue of Life.